# Guyana aux Jeux sud-américains
 (juin 2025).
Si vous disposez d'ouvrages ou d'articles de référence ou si vous connaissez des sites web de qualité traitant du thème abordé ici, merci de compléter l'article en donnant les références utiles à sa vérifiabilité et en les liant à la section « Notes et références ».
Le Guyana n'a participé aux Jeux sud-américains qu'à partir de leur sixième édition, qui eut lieu à Cuenca en 1998.

## Historique des médailles
| Édition | Pays      | Lieu              | Position | Or | Argent | Bronze | Total |
| ------- | --------- | ----------------- | -------- | -- | ------ | ------ | ----- |
| 1998    | Équateur  | Cuenca            | 14/14    | 0  | 0      | 0      | 0     |
| 2002    | Brésil    | Brésil            | 11/14    | 0  | 1      | 7      | 8     |
| 2006    | Argentine | Buenos Aires      | 10/15    | 1  | 1      | 0      | 2     |
| 2010    | Colombie  | Medellín          | 11/15    | 1  | 1      | 2      | 4     |
| 2014    | Chili     | Santiago du Chili |          |    |        |        |       |
| Total   | Total     |                   |          | 2  | 3      | 9      | 14    |